# Hrib (gmina Šmarješke Toplice)
Hrib – wieś w Słowenii, w gminie Šmarješke Toplice. W 2018 roku liczyła 37 mieszkańców.